# مسرح لينكوم
مسرح لينكومهو الاسم الرسمي لما كان يُعرف سابقًا باسم مسرح موسكو الحكومي الذي سمي على اسم لينين كومسومول. تم تصميمه من قبل إيلاريون إيفانوف شيتز، وتم بناؤه في عام 1907-1909 لإقامة نادي التاجر، وكان موطناً للعديد من العروض المسرحية والموسيقية. بعد عام 1918 تم ضم المبنى من قبل لجنة الحزب المحلية، ليصبح في نهاية المطاف مقرًا لـ «مسرح للشباب العامل» (TRAM) في عام 1927. وهكذا أثبت مسرح المستقبل سمعته كمسرح للشباب. على مدار 80 عامًا من العمل، كان مسرح لينكوم رائدًا في مجال المسرح الجديد والتجريبي في الاتحاد السوفيتي والآن في روسيا.
قام لينكوم بعرض العديد من الفنانين الروس الأكثر شهرة، والمعروف عن أعمالهم في كل من المسرح والسينما، مثل ألكسندر عبدوف (1975-2008)، ليونيد برونيفوي (1988-2017)، إينا شوريكوفا، نيكولاي كاراتشنتسوف، يفغيني ليونوف، تاتيانا بلتسر، أندريه تاركوفسكي، وأوليج يانكوفسكي. وكان مارك زاخاروف هو المدير الفني للمسرح منذ عام 1973.

## وصلات خارجية
- Photos of the performance "Dictatorship of conscience"